# Villard (Haute-Savoie)
Pour les articles homonymes, voir Villard.
Villard, localement Villard-sur-Boëge, est une commune française située dans le département de la Haute-Savoie, en région Auvergne-Rhône-Alpes.

## Géographie

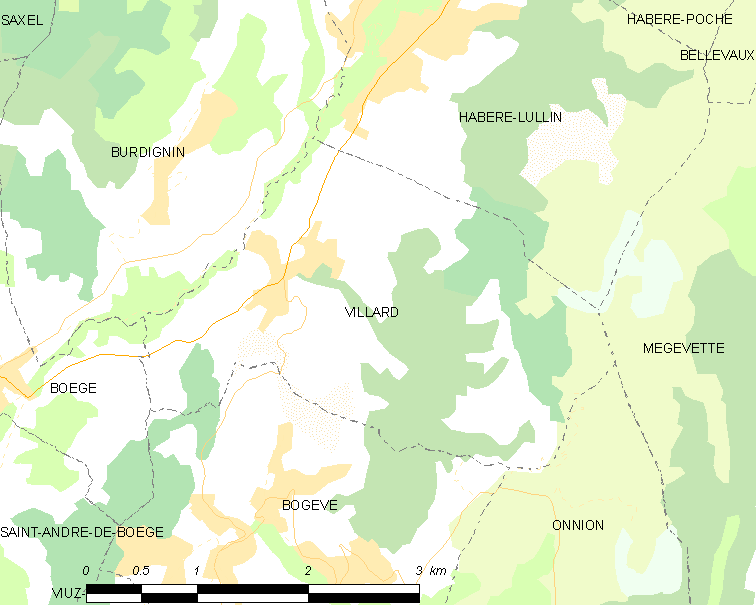

Situé en vallée Verte à environ 15 minutes d'Annemasse Villard est bordé à l'ouest par la Menoge qui lui sert de limite territoriale avec la commune de Burdignin. Il se situe entre deux  montagnes : la pointe de Miribel, sommet de la commune, à l'est et la montagne d'Hirmentaz au nord.

## Urbanisme

### Typologie
Au 1er janvier 2024, Villard est catégorisée bourg rural, selon la nouvelle grille communale de densité à sept niveaux définie par l'Insee en 2022.
Elle est située hors unité urbaine. Par ailleurs la commune fait partie de l'aire d'attraction de Genève - Annemasse (partie française), dont elle est une commune de la couronne,. Cette aire, qui regroupe 158 communes, est catégorisée dans les aires de 700 000 habitants ou plus (hors Paris),.

### Occupation des sols
L'occupation des sols de la commune, telle qu'elle ressort de la base de données européenne d’occupation biophysique des sols Corine Land Cover (CLC), est marquée par l'importance des territoires agricoles (51,5 % en 2018), une proportion sensiblement équivalente à celle de 1990 (52,2 %). La répartition détaillée en 2018 est la suivante : 
prairies (49,2 %), forêts (37,1 %), milieux à végétation arbustive et/ou herbacée (6,7 %), zones urbanisées (4,7 %), zones agricoles hétérogènes (2,3 %).
L'IGN met par ailleurs à disposition un outil en ligne permettant de comparer l’évolution dans le temps de l’occupation des sols de la commune (ou de territoires à des échelles différentes). Plusieurs époques sont accessibles sous forme de cartes ou photos aériennes : la carte de Cassini (XVIIIe siècle), la carte d'état-major (1820-1866) et la période actuelle (1950 à aujourd'hui).

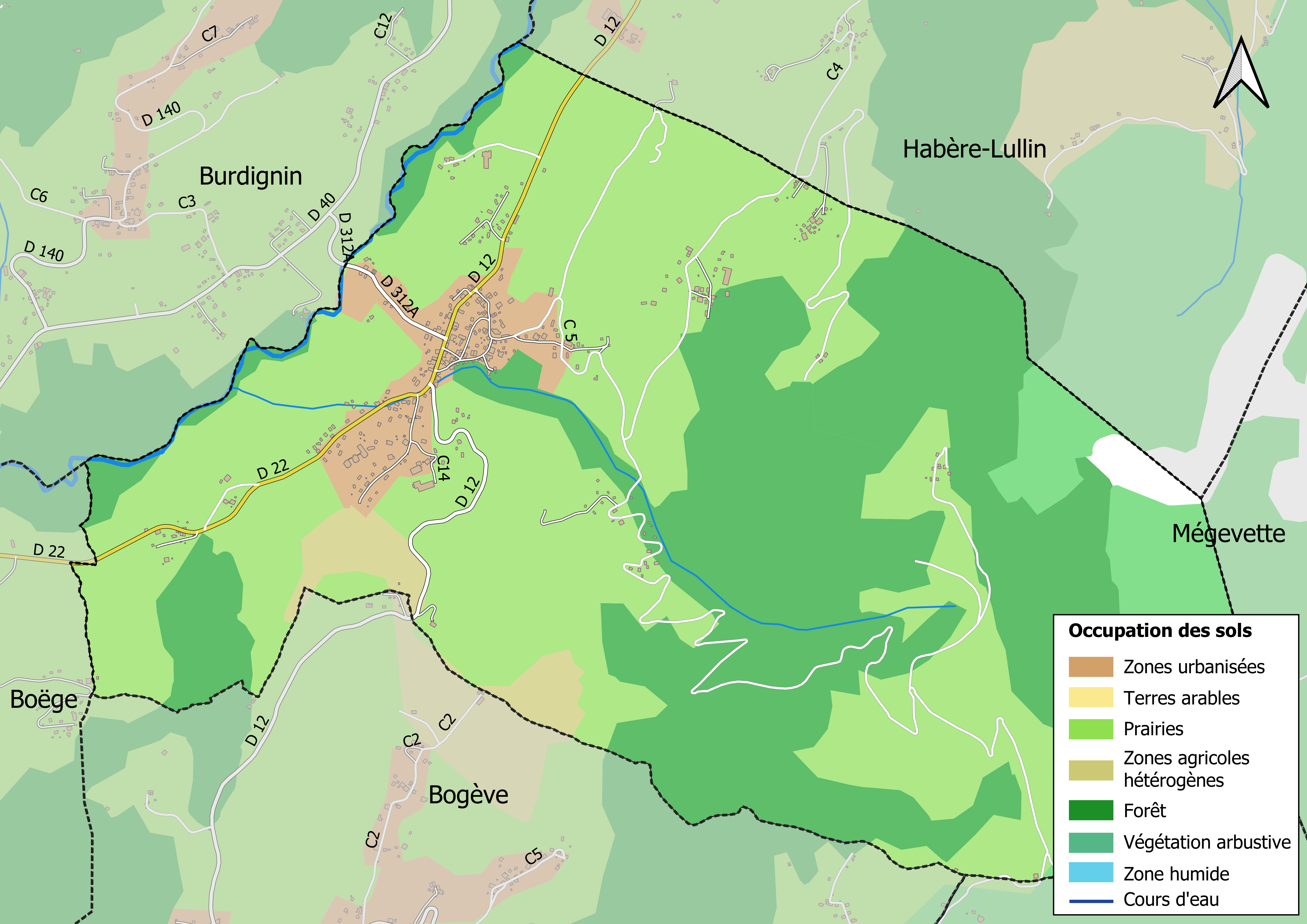
Carte des infrastructures et de l'occupation des sols en 2018 (CLC) de la commune.
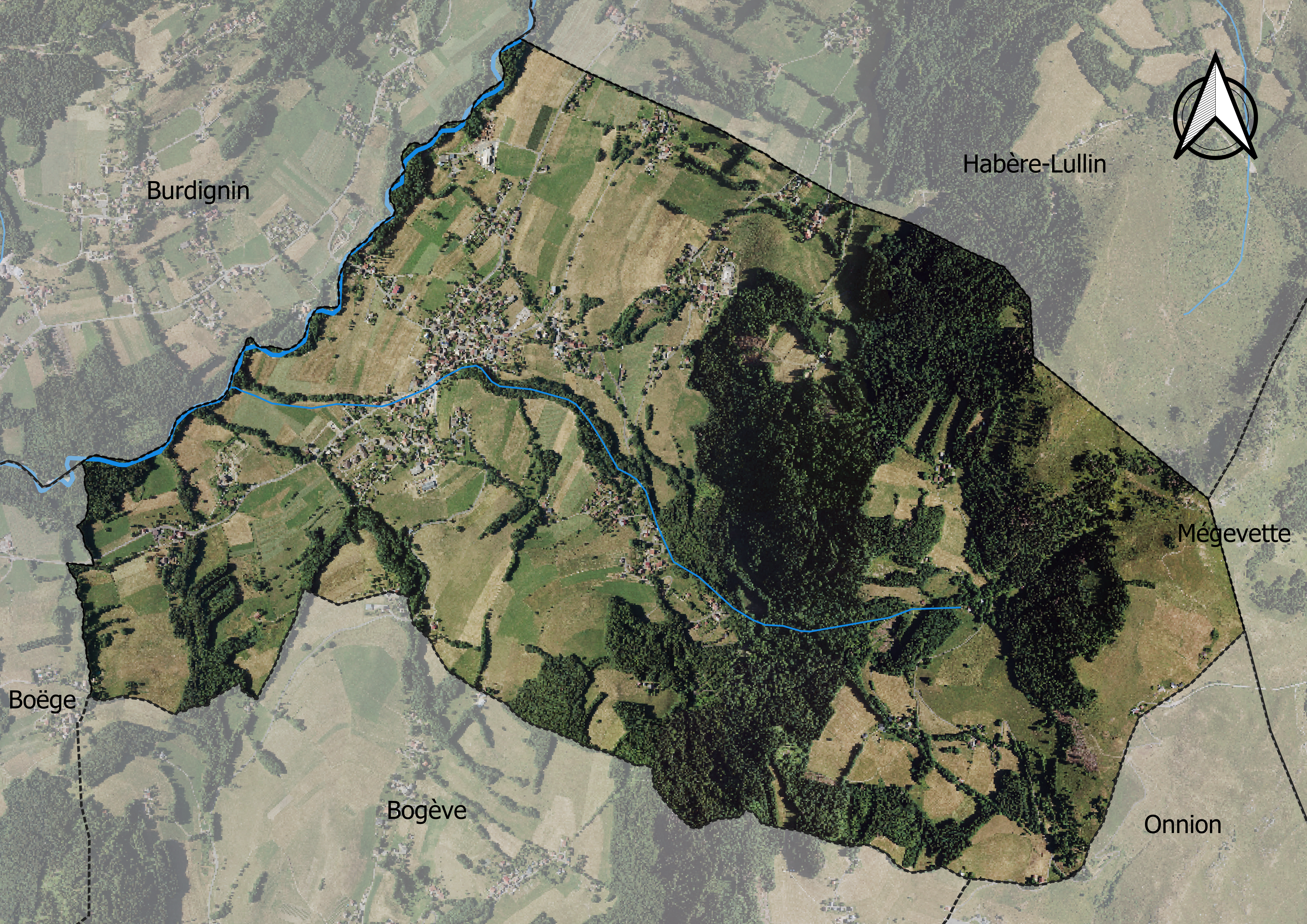
Carte orthophotogrammétrique de la commune.

## Toponymie
Le toponyme Villard dérive probablement du mot bas latin villarius, avec le suffixe -ard, signifiant « du domaine rural ».
La paroisse est mentionnée dans la première moitié du XIVe siècle sous la forme Cura de Vilario in Boegio (vers 1344), Villard-sur-Boëge.
En francoprovençal ou arpitan savoyard, le nom de la commune s'écrit Velâr et se prononce [vlɑː(r)] (retranscrit selon la norme API). Parfois on trouve également l'écriture Velyâr avec la prononciation [vljɑːr] et « vlyâr » (transcrit selon la graphie semi-phonétique de Conflans).

## Politique et administration

### Situation administrative

Localisation de la Communauté de communes de la Vallée Verte en Haute-Savoie.

La commune de Villard appartient au canton de Sciez, qui compte selon le redécoupage cantonal de 2014 25 communes. Avant ce redécoupage, elle appartenait au canton de Boëge, depuis 1860.
Elle forme avec sept autres communes — Boëge, Bogève, Burdignin, Habère-Lullin, Habère-Poche, Saint-André-de-Boëge et Saxel — depuis janvier 2010 la communauté de communes de la Vallée Verte qui fait suite au Syndicat intercommunal à vocation multiple de la Vallée Verte créé en 1966.
Villard relève de l'arrondissement de Thonon-les-Bains, depuis 1939 et de la troisième circonscription de la Haute-Savoie, dont le député est Martial Saddier (LR) depuis les élections de 2017.

### Liste des maires
| Période                                  | Période                 | Identité         | Étiquette | Qualité |
| ---------------------------------------- | ----------------------- | ---------------- | --------- | ------- |
| Les données manquantes sont à compléter. |                         |                  |           |         |
| mars 2001                                | mars 2014               | Michel Santoni   | DVD       |         |
| mars 2014                                | En cours (au juin 2023) | Pierrick Dufourd |           |         |

## Démographie
Les habitants sont appelés les Villardans.
L'évolution du nombre d'habitants est connue à travers les recensements de la population effectués dans la commune depuis 1793. Pour les communes de moins de 10 000 habitants, une enquête de recensement portant sur toute la population est réalisée tous les cinq ans, les populations de référence des années intermédiaires étant quant à elles estimées par interpolation ou extrapolation. Pour la commune, le premier recensement exhaustif entrant dans le cadre du nouveau dispositif a été réalisé en 2004.

En 2022, la commune comptait 960 habitants, en évolution de +25,49 % par rapport à 2016 (Haute-Savoie : +6,01 %, France hors Mayotte : +2,11 %).
| 1793 | 1800 | 1806 | 1822 | 1838 | 1848 | 1858 | 1861 | 1866 |
| ---- | ---- | ---- | ---- | ---- | ---- | ---- | ---- | ---- |
| 632  | 679  | 691  | 770  | 828  | 800  | 668  | 740  | 784  |

| 1872 | 1876 | 1881 | 1886 | 1891 | 1896 | 1901 | 1906 | 1911 |
| ---- | ---- | ---- | ---- | ---- | ---- | ---- | ---- | ---- |
| 757  | 751  | 757  | 744  | 697  | 702  | 711  | 698  | 657  |

| 1921 | 1926 | 1931 | 1936 | 1946 | 1954 | 1962 | 1968 | 1975 |
| ---- | ---- | ---- | ---- | ---- | ---- | ---- | ---- | ---- |
| 574  | 562  | 536  | 529  | 410  | 444  | 440  | 473  | 444  |

| 1982 | 1990 | 1999 | 2004 | 2006 | 2009 | 2014 | 2019 | 2022 |
| ---- | ---- | ---- | ---- | ---- | ---- | ---- | ---- | ---- |
| 468  | 521  | 666  | 728  | 711  | 740  | 757  | 905  | 960  |

## Culture et patrimoine

### Lieux et monuments
- L'église Saint-Jean-Baptiste, de style néoclassique sarde[18]. Elle renferme une cloche du XVIe  Classé MH (1947)[19] et du  mobilier du XIXe  Classé MH (1984)[20].
- Le chemin de croix de la pointe de Miribelle, lieu de pèlerinage[21]. Si les origines de ce pèlerinage sont encore inconnues, une première croix est avérée en 1774, un chemin de croix est aménagée au début du XIXe siècle et une Vierge est installée au somment en 1878[21].
- La croix de chemin de Villard  Classé MH (1906)[22].

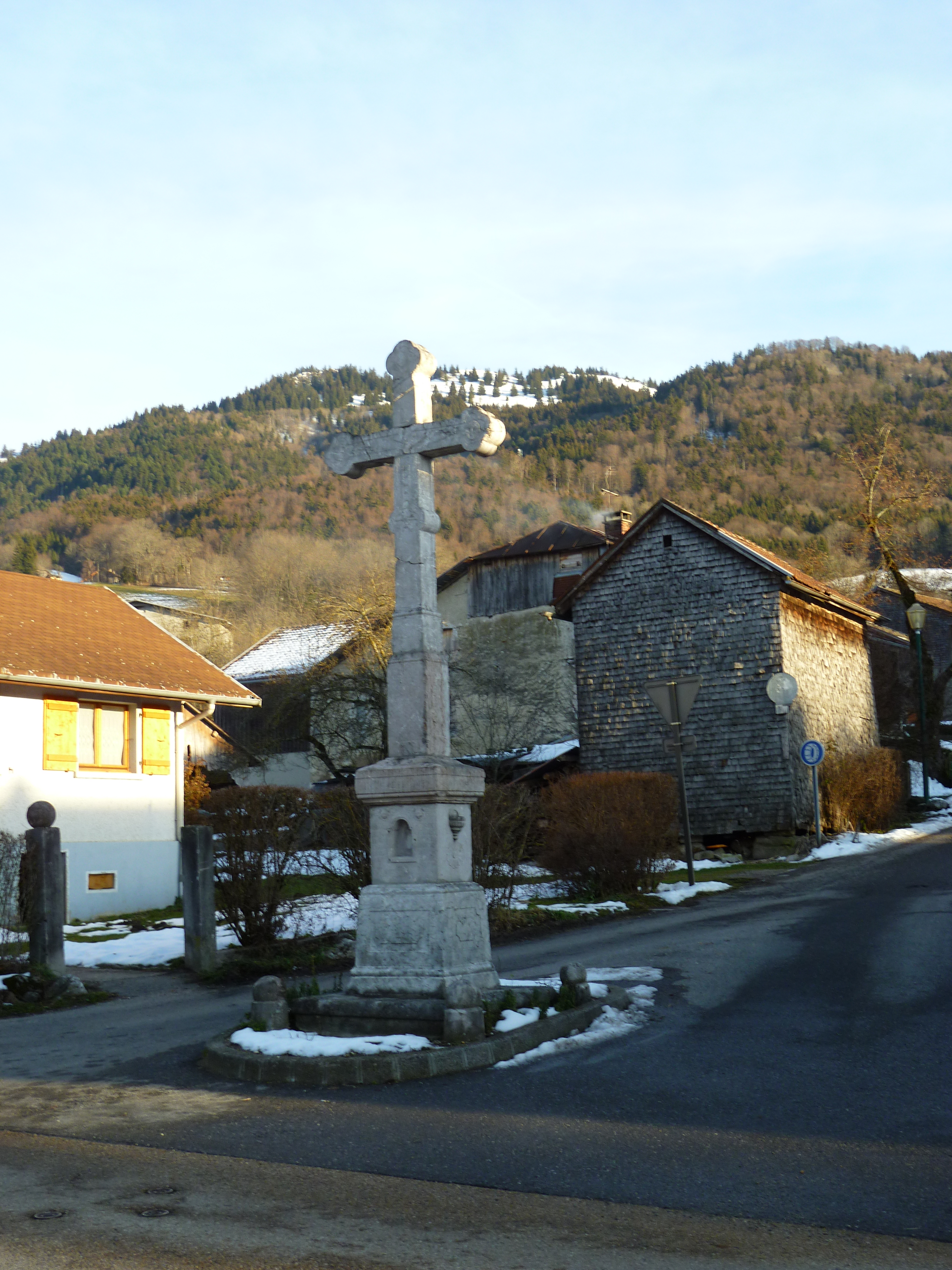
La croix de chemin.
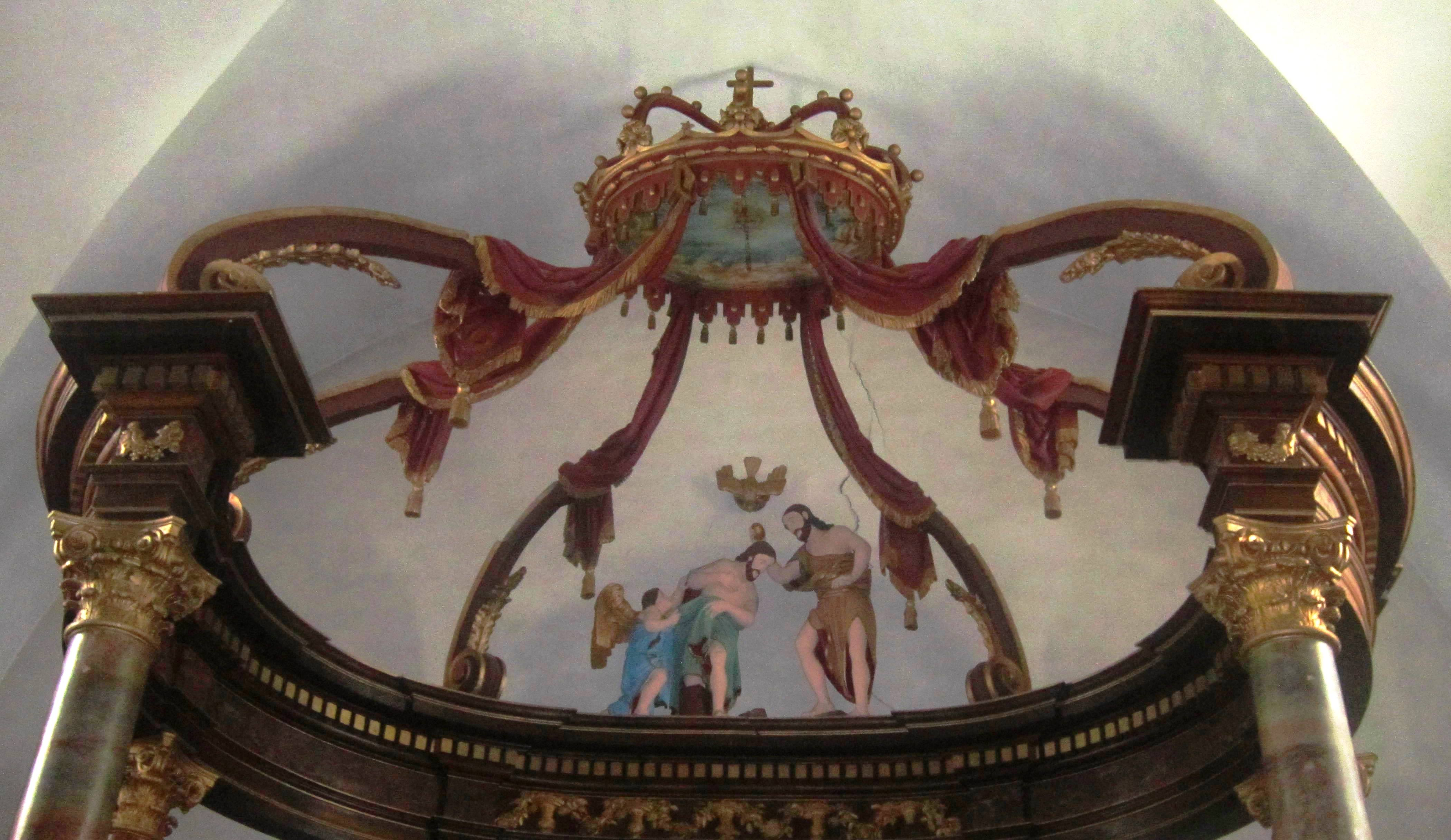
Retable de l'église.
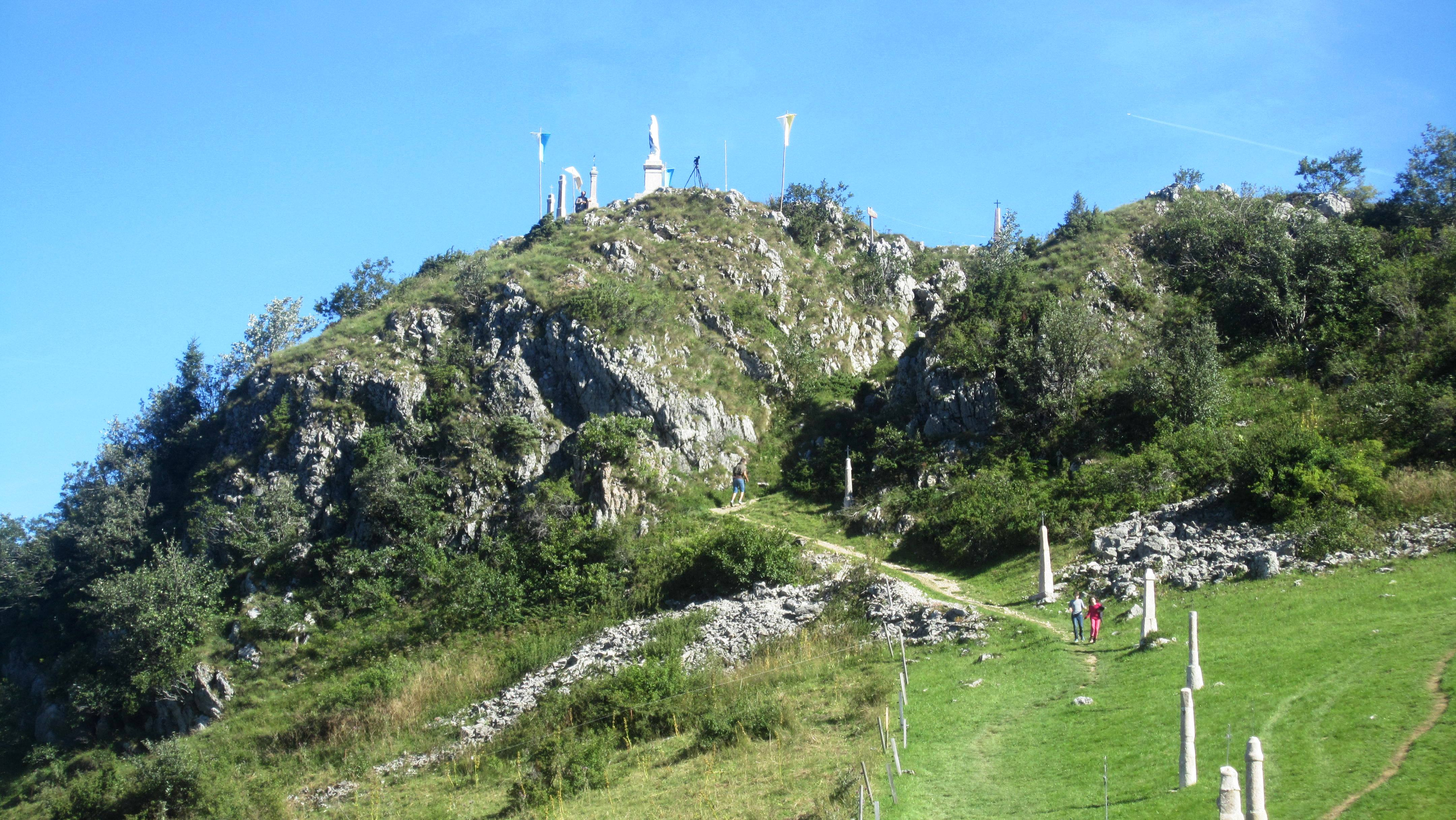
Le chemin de croix de Miribel.
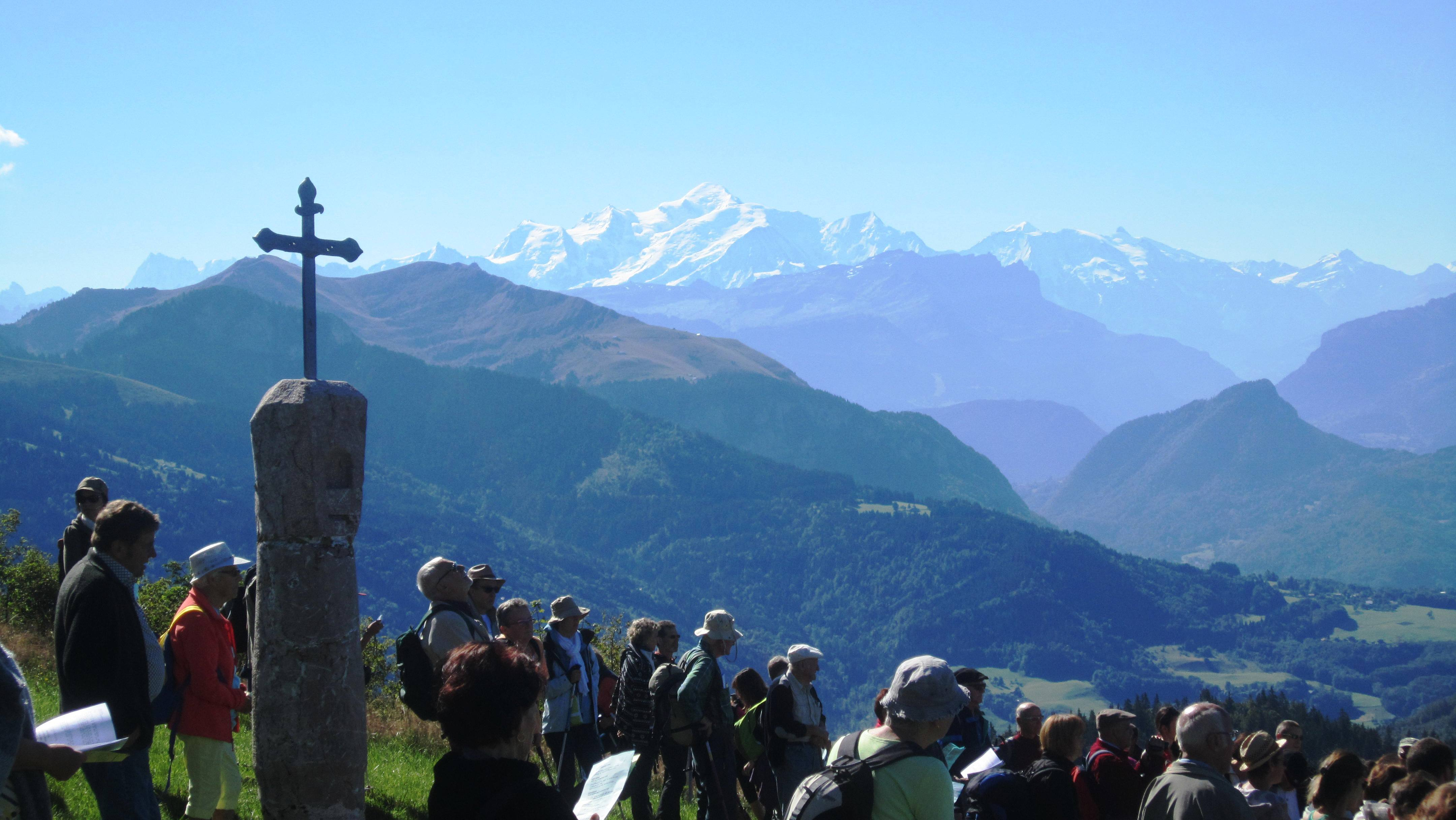
Pèlerinage à Miribel.

### Personnalités de la commune
- Joseph Fontaine, natif de la commune, enseignant en mathématique et en science du collège chapuisien d'Annecy (Eustache Chappuis) à partir de 1771[23].
- François-Ignace Mouthon (1869-1930), journaliste puis directeur du Journal et maire de Chilly-Mazarin, est né au hameau de La Gruaz.